# Mistrovství světa v rádiovém orientačním běhu

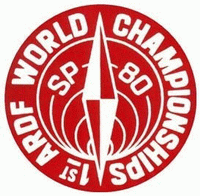
Historické logo 1. mistrovství světa v roce 1980

Mistrovství světa v rádiovém orientačním běhu (anglicky World ARDF Championships, nebo také IARU World ARDF Championships) je nejvyšší sportovní soutěží v rádiovém orientačním běhu. Pořádá se každé dva roky jednotlivými pořadatelskými zeměmi pod záštitou mezinárodní federace radioamatérů IARU. 
První Mistrovství světa se uskutečnilo v roce 1980 v Polsku, druhé v roce 1984 v Norsku, třetí v roce 1986 v Jugoslávii.
Charakter se velmi měnil, od závodů s velmi „amatérskými“ podmínkami došlo k pevnému stanovení pravidel, zvýšení sportovní úrovně a celkové profesionalizaci samotného mistrovství. Také se změnily podmínky pro utajování, dle současných pravidel (2023) je pořadatel například povinen zveřejňovat cílové arény, z čehož je možné odvodit prostory samotných závodů, což dřív nebylo zvykem.
Díky novým technologiím, jako je například GPS tracking a přenosy mezičasů z kontrol do cíle, se sport stává atraktivnější pro diváky. Stále je ovšem zásadním problémem nemožnost sledovat závodníka v samotném závodním prostoru, jelikož na rozdíl od běžného pěšího orientačního běhu závodníci vyhledávají kontroly v libovolném pořadí a tudíž téměř do poslední chvíle není jasné, kdo bude vítězem a které pořadí bylo optimální. Tento problém částečně řeší disciplína sprint s povinnou diváckou kontrolou mezi jednotlivými okruhy kontrol v libovolném pořadí, která je tím pádem pro diváky atraktivnější.

## Disciplíny a kategorie

### Discipliny
Disciplíny na mistrovství světa se průběžně měnily spolu s vznikem dalších formátů soutěže. Od prvního mistrovství v roce 1980 až do roku 2012 se soutěžilo pouze na dvou klasických tratích – 3,5 MHz a 144 MHz. Závod ve sprintu a foxoringu se poté objevil v roce 2012 v Srbsku.
Zajímavostí je, že od samotného počátku neexistuje samostatná týmová disciplína, místo toho se týmové hodnocení počítá součtem časů dvou nejlepších závodníků z dané země v daném závodě.
Každá disciplína se běží jeden soutěžní den, z důvodu odpočinku závodníků a prevence úrazů bývá v programu po dvou dnech zařazen den volna.
| Disciplína            | Od roku | Týmová soutěž |
| --------------------- | ------- | ------------- |
| Klasická trať 3,5 MHz | 1980    | ano           |
| Klasická trať 144 MHz | 1980    | ano           |
| Sprint                | 2012    | ne            |
| Foxoring              | 2012    | ne            |

### Kategorie
Stejně jako v případě disciplín i u kategorií docházelo v průběhu let k podstatným změnám; na prvním mistrovství například existovaly pouze kategorie juniorů a seniorů. První veteránské kategorie byly součástí mistrovství až v roce 1984 v Oslu. Poté postupem času docházelo k dělení veteránských kategorií a v současnosti se soutěží celkem ve 12 kategoriích dle pohlaví: juniorské, elitní a 4 veteránské.
| Ženské kategorie | Mužské kategorie |
| ---------------- | ---------------- |
| D19              | M19              |
| D20              | M20              |
| D35              | M40              |
| D45              | M50              |
| D55              | M60              |
| D65              | M70              |

## Účastníci
Počet zemí na Mistrovství světa také různě osciloval, zejména vzhledem k politickým změnám na konci 20. století. Ve většině zemí východního bloku byl ROB jakožto braný sport spojen s armádními organizacemi (v ČR Svazarm). Po pádu Železné opony došlo k velkému rozmachu dalších sportů a v mnohých zemích začal ROB upadat. V posledních letech také účast velmi ovlivnila světová epidemie koronaviru, kdy v roce 2020 došlo k přesunu mistrovství na další rok. 
Prvního mistrovství se účastnilo 11 zemí, včetně tehdejšího Československa, na dosud posledním mistrovství v Bulharsku v roce 2022 bylo přítomno 21 zemí. Mezi tradiční účastnické země na MS v ROB patří např. Česká republika, Ukrajina, Rusko, Německo, Polsko, Bulharsko, Slovensko a Rumunsko.

### Česká stopa
Česká republika je historicky jednou z nejúspěšnějších zemí v rádiovém orientačním běhu vůbec, nejinak je tomu na mistrovství – čeští reprezentanti se velmi často objevují na nejvyšších příčkách závodů Mistrovství. Do roku 2011 bylo mezi 16 nejúspěšnějšími závodníky historie 7 českých reprezentantů.
Stejně tak byly pozitivně závodníky hodnocena organizace Mistrovství v ČR / ČSR v roce 1990 na Štrbském plesu a 2004 v Brně. Dalším mistrovstvím pořádaným v Česku bude Mistrovství světa 2023 v Liberci.
Z několika Mistrovství vznikly reportáže a články do českých médií, včetně České televize.

## Seznam Mistrovství světa[6]
| Rok     | Datum               | Pořadatelská země             | Počet účastníků | Počet zemí   | Poznámka / zajímavost                                                       |
| ------- | ------------------- | ----------------------------- | --------------- | ------------ | --------------------------------------------------------------------------- |
| MS 1980 | 7. - 13. září       | Polsko, Cetniewo              | -               | 11           |                                                                             |
| MS 1984 | 6. - 9. září        | Norsko, Oslo                  | -               | 13           |                                                                             |
| MS 1986 | 3. - 7. září        | Jugoslávie, Sarajevo          | -               | 17           |                                                                             |
| MS 1988 | 7. - 10. září       | Švýcarsko, Beatenberg         | -               | 16           |                                                                             |
| MS 1990 | 10. - 15. září      | Československo, Štrbské pleso | 236             | 19           |                                                                             |
| MS 1992 | 8. - 13. září       | Maďarsko, Siófok              | -               | 23           |                                                                             |
| MS 1994 | 12. - 17. září      | Švédsko, Södertälje           | -               | -            |                                                                             |
| MS 1997 | 2. - 7. září        | Německo, Sankt Englmar        | 248             | -            |                                                                             |
| MS 1998 | 1. - 6. září        | Maďarsko, Nyíregyháza         | -               | -            |                                                                             |
| MS 2000 | 13. - 18. října     | Čína, Nanking                 | -               | -            | První MS uspořádané mimo Evropu.                                            |
| MS 2002 | 2. - 7. září        | Slovensko, Tatranské Matliare | 305             | -            |                                                                             |
| MS 2004 | 7. - 12. září       | Česko, Brno                   | 165             | -            | Poprvé zajištěny rádiové přenosy mezičasů ze všech kontrol do cílové arény. |
| MS 2006 | 12. - 17. září      | Bulharsko, Primorsko          | 342             | -            |                                                                             |
| MS 2008 | 2. - 7. září        | Jižní Korea, Hwasong          | 329             | -            |                                                                             |
| MS 2010 | 15. - 17. září      | Chorvatsko, Opatija           | 383             | 33           |                                                                             |
| MS 2012 | 10. - 16. září      | Srbsko, Kopaonik              | 340             | 30           | Poprvé uvedeny disciplíny sprint a foxoring.                                |
| MS 2014 | 8. - 12. září       | Kazachstán, Burabay           | 277             | 25           |                                                                             |
| MS 2016 | 3. - 9. září        | Bulharsko, Albena             | 340             | 32           |                                                                             |
| MS 2018 | 4. - 7 září         | Jižní Korea, Sokčcho          | 300             | 29           |                                                                             |
| MS 2022 | 29. srpna - 2. září | Bulharsko, Borovec            | 227             | 21           | Z důvodu epidemie koronaviru posunuto o 2 roky.                             |
| MS 2023 | 27. srpna - 1. září | Česko, Liberec                | předběžně 328   | předběžně 28 | Původně se mělo konat v roce 2022.                                          |
| MS 2025 | 16. - 22. srpna     | Litva, Birštonas              | -               | -            | Pořadatelství schváleno IARU.                                               |